# Natela Dzalamidze
Natela Georgiyevna Dzalamidze (en russe : Натела Георгиевна Дзаламидзе), née le 27 février 1993 à Moscou, est une joueuse de tennis russe, professionnelle depuis 2009. Elle joue sous les couleurs géorgiennes depuis juin 2022.
Elle remporte son premier tournoi en double avec Veronika Kudermetova en novembre 2016 à Taipei en catégorie  WTA 125.
Une semaine avant l'édition 2022 de la troisième levée du Grand Chelem, elle décide d'opter pour la nationalité géorgienne afin de contourner l'éviction par Wimbledon des joueurs russes et biélorusses. Elle renonce de fait à sa nationalité russe acquise de naissance.

## Palmarès

### Titres en double dames
| No | Date       | Nom et lieu du tournoi         | Catégorie | Dotation  | Surface      | Partenaire        | Finalistes                         | Score             |          |
| -- | ---------- | ------------------------------ | --------- | --------- | ------------ | ----------------- | ---------------------------------- | ----------------- | -------- |
| 1  | 02-08-2021 | Winners Open Cluj-Napoca       | WTA 250   | 235 238 $ | Terre (ext.) | Kaja Juvan        | Katarzyna Piter Mayar Sherif       | 6-3, 6-4          | Parcours |
| 2  | 07-11-2021 | Upper Austria Ladies Linz      | WTA 250   | 235 238 $ | Dur (int.)   | Kamilla Rakhimova | Wang Xinyu Zheng Saisai            | 6-4, 6-2          | Parcours |
| 3  | 06-02-2023 | Upper Austria Ladies Linz Linz | WTA 250   | 259 303 $ | Dur (int.)   | Viktória Kužmová  | Anna-Lena Friedsam Nadiia Kichenok | 4-6, 7-5, [12-10] | Parcours |

### Finales en double dames
| No | Date       | Nom et lieu du tournoi          | Catégorie | Dotation  | Surface      | Vainqueures                         | Partenaire        | Score             |          |
| -- | ---------- | ------------------------------- | --------- | --------- | ------------ | ----------------------------------- | ----------------- | ----------------- | -------- |
| 1  | 09-10-2017 | Upper Austria Ladies Linz       | Intern'l  | 250 000 $ | Dur (int.)   | Kiki Bertens Johanna Larsson        | Xenia Knoll       | 3-6, 6-3, [10-4]  | Parcours |
| 2  | 19-07-2021 | 32° Palermo Ladies Open Palerme | WTA 250   | 235 238 $ | Terre (ext.) | Erin Routliffe Kimberley Zimmermann | Kamilla Rakhimova | 7-65, 4-6, [10-4] | Parcours |
| 3  | 18-04-2022 | Istanbul Championship Istanbul  | WTA 250   | 251 750 $ | Terre (ext.) | Marie Bouzková Sara Sorribes Tormo  | Kamilla Rakhimova | 6-3, 6-4          | Parcours |
| 4  | 12-09-2022 | Chennai Open Chennai            | WTA 250   | 251 750 $ | Dur (ext.)   | Gabriela Dabrowski Luisa Stefani    | Anna Blinkova     | 6-1, 6-2          | Parcours |

### Titres en double en WTA 125
| No | Date       | Nom et lieu du tournoi          | Catégorie | Dotation  | Surface         | Partenaire           | Finalistes                       | Score            |          |
| -- | ---------- | ------------------------------- | --------- | --------- | --------------- | -------------------- | -------------------------------- | ---------------- | -------- |
| 1  | 14-11-2016 | Taipei Challenger Taipei        | WTA 125   | 125 000 $ | Moquette (int.) | Veronika Kudermetova | Chang Kai-chen Chuang Chia-jung  | 4-6, 6-3, [10-5] | Parcours |
| 2  | 29-10-2018 | Mumbai Open Bombay              | WTA 125   | 115 000 $ | Dur (ext.)      | Veronika Kudermetova | Bibiane Schoofs Barbora Štefková | 6-4, 7-6         | Parcours |
| 3  | 17-10-2022 | Open de Rouen Capfinances Rouen | WTA 125   | 115 000 $ | Dur (int.)      | Kamilla Rakhimova    | Misaki Doi Oksana Kalashnikova   | 6-2, 7-5         | Parcours |

### Finale en double en WTA 125
| No | Date       | Nom et lieu du tournoi | Catégorie | Dotation  | Surface         | Vainqueures                | Partenaire     | Score                 |          |
| -- | ---------- | ---------------------- | --------- | --------- | --------------- | -------------------------- | -------------- | --------------------- | -------- |
| 1  | 12-11-2018 | Taipei OEC Open Taipei | WTA 125   | 115 000 $ | Moquette (int.) | Ankita Raina Karman Thandi | Olga Doroshina | 6-3, 5-7, [12-12] ab. | Parcours |

## Parcours en Grand Chelem

### En simple dames
N'a jamais participé à un tableau final.

### En double dames
| Année | Open d'Australie             | Open d'Australie        | Internationaux de France       | Internationaux de France | Wimbledon                     | Wimbledon               | US Open                        | US Open                   |
| ----- | ---------------------------- | ----------------------- | ------------------------------ | ------------------------ | ----------------------------- | ----------------------- | ------------------------------ | ------------------------- |
| 2017  | —                            | —                       | 1er tour (1/32) V. Kudermetova | A. Krunić A. Tomljanović | 2e tour (1/16) V. Kudermetova | Chan Y.-j. M. Hingis    | 1er tour (1/32) V. Kudermetova | A. Barty C. Dellacqua     |
| 2018  | 1er tour (1/32) X. Knoll     | T. Babos K. Mladenovic  | —                              | —                        | —                             | —                       | 1er tour (1/32) J. Ostapenko   | I.C. Begu M. Niculescu    |
| 2019  | —                            | —                       | 2e tour (1/16) V. Diatchenko   | K. Flipkens J. Larsson   | 1er tour (1/32) C. Lister     | E. Mertens A. Sabalenka | 1er tour (1/32) E. Rybakina    | M. Sákkari A. Tomljanović |
| 2020  | —                            | —                       | —                              | —                        | Annulé                        | Annulé                  | 1er tour (1/16) I. Khromacheva | G. Dabrowski A. Riske     |
|       |                              |                         |                                |                          |                               |                         |                                |                           |
| 2022  | 1er tour (1/32) K. Rakhimova | S. Aoyama E. Shibahara  | 1er tour (1/32) K. Rakhimova   | C. Dolehide S. Sanders   | 2e tour (1/16) A. Krunić      | H. Dart H. Watson       | 1er tour (1/32) K. Rakhimova   | S. Chang A. Kulikov       |
| 2023  | 1er tour (1/32) A. Panova    | L. Fruhvirtová A. Riske | 1er tour (1/32) V. Tomova      | K. Mladenovic Zhang S.   | 1er tour (1/32) S. Santamaria | D. Krawczyk D. Schuurs  | —                              | —                         |

N.B. : le nom de la partenaire se trouve sous le résultat ; le nom des ultimes adversaires se trouve à droite.

### En double mixte
| Année | Open d'Australie | Open d'Australie | Internationaux de France  | Internationaux de France | Wimbledon | Wimbledon | US Open | US Open |
| ----- | ---------------- | ---------------- | ------------------------- | ------------------------ | --------- | --------- | ------- | ------- |
| 2022  | —                | —                | 1er tour (1/16) A. Bublik | S. Sanders S. Gillé      | —         | —         | —       | —       |

N.B. : le nom du partenaire se trouve sous le résultat ; le nom des ultimes adversaires se trouve à droite.

## Classements WTA en fin de saison
| Année          | 2010 | 2011 | 2012 | 2013 | 2014 | 2015 | 2016 | 2017 | 2018 | 2019 | 2020 | 2021 | 2022 | 2023 | 2024 |
| Rang en simple | 679  | 643  | 533  | 755  | 349  | 250  | 384  | 419  | –    | –    | –    | –    | –    | –    | –    |
| Rang en double | 335  | 349  | 260  | 338  | 293  | 185  | 103  | 59   | 94   | 166  | 146  | 59   | 62   | 102  | 215  |

Source : (en) Classements de Natela Dzalamidze sur le site officiel de la Fédération internationale de tennis